# Колибри-манго
Колибри-манго (лат. Anthracothorax) — род птиц семейства колибри. Птицы длиной 110—120 мм обладают широким закруглённым хвостом, слегка загнутым клювом с оперением у его основания и частично обнажёнными носовыми покрытиями. Обитают на территории от южной Мексики до Бразилии, Боливии и Перу, а также на Антильских островах (за исключением острова Кубы). В отличие от большинства колибри строят полностью открытые гнёзда. Как и остальные представители семейства, откладывают два белых яйца и являются птенцовыми птицами.
Род Anthracothorax был выделен в 1831 году немецким зоологом Фридрихом Бойе. Он входит в состав обширного подсемейства типичных колибри (Trochilinae) и по классификации Международного союза орнитологов (IOC) включает восемь видов.

## Описание
Манго — довольно крупные колибри общей длиной около 110—120 мм с широким закруглённым хвостом.
Сверху птица окрашена в металлический, бронзово- или оливково-зелёный цвета. Оперение снизу различается у самцов и самок. Взрослые самцы окрашены в металлический зелёный цвет, по центру проходит чёрная вертикальная полоса, цвет которой по бокам меняется на зеленовато-голубой или фиолетово-красный (в районе шеи). При этом чёрная полоса может отсутствовать, в этом случае нижняя часть птиц окрашена в зеленоватый и золотисто-бронзовый цвета, грудь чёрная. Взрослые самки обычно имеют беловатое оперение снизу, при этом может присутствовать чёрная, зелёная или голубоватая центральная полоса. Исключение составляют колибри-манго и изумрудные манго, у которых окрас самцов и самок одинаков.
Длина хвоста птиц составляет более половины длины крыла. Хвост слегка закруглённый с широкими плотными округлыми рулевыми перьями. Основная расцветка каштановая, глянцевая, с фиолетовым или пурпурным оттенком; у изумрудного манго яркого голубовато-зелёного или стального зелёного цвета. Центральные рулевые перья хвоста могут быть окрашены по-другому. Кончики перьев чёрного цвета. Крылья птицы менее чем в три раза длиннее клюва, внешнее маховое перо является самым длинным.
Клюв толстый, довольно широкий, приплюснутый у основания и загнутый, его длина превышает размеры головы. Надклювье округлое, с мелкими зазубринами по режущей кромке. По подклювью проходит широкая поперечная срединная бороздка. У основания клюва имеются перья, а носовые покрытия частично обнажены.
Внешние пальцы птицы имеют почти одинаковую длину (наружный может быть слегка длиннее внутреннего), немногим короче среднего пальца. Задний палец короче передних, когти относительно маленькие.

### Питание
Как и все колибри, манго питаются нектаром цветущих растений и насекомыми.

### Размножение
Все обязанности, связанные с размножением, как и у остальных колибри, выполняет самка. В отличие от большинства колибри, манго строят полностью открытые гнёзда. Птицы откладывают два яйца, что характерно для всех без исключения колибри. Обычно колибри обладают способностью производить два выводка за год, но повторно откладывают яйца, только если на ранних стадиях что-то случилось с первой кладкой. Доминиканские, черногорлые и зеленогорлые манго могут делать две кладки. 
Птенцы появляются на свет голыми, слепыми и полностью беспомощными, однако они не пищат, чтобы не привлекать внимания хищников к полностью открытому гнезду. Оперение молодых колибри похоже на оперение взрослых самок, но является более тусклым. Уже на следующий год представители семейства становятся половозрелыми. В дикой природе максимальный возраст колибри в среднем составляет 5—8 лет, в неволе птицы живут на несколько лет дольше.

## Распространение
Ареал манго простирается от южной Мексики и Кайен до восточной Бразилии, Боливии и Перу, включая Большие Антильские острова Ямайку, Гаити, Пуэрто-Рико и Сент-Томас. Самым распространённым представителем рода является черногорлый манго, который обитает на территории от Панамы до северо-востока Аргентины, а также на острове Тринидаде. В континентальной Центральной Америке помимо него представлены колибри Прево и верагуанский манго, который долгое время считался подвидом последнего, при этом ареал верагуанского манго сильно ограничен и долгое время данный вид считался эндемиком Панамы. В последнее время учёные отмечают присутствие птицы на юго-западном побережье Коста-Рики, в 2009 году верагуанский манго был официально включён в список птиц этой страны. Учитывая, что колибри-манго широко распространены на Антильских островах, учёные обращают внимание на тот факт, что данный род не представлен на Кубе, несмотря на относительную близость острова к континенту. При этом колибри Прево обитает на острове Косумель в 235 км от Кубы и может мигрировать через океан на расстояния более 16 км.
В основном обитают в открытых низинах. Доминиканский и изумрудный манго на острове Пуэрто-Рико делят территорию, выбирая для себя разную среду обитания. Доминиканский манго обитает главным образом в низинах, садах и на лесных опушках, обычно распространён в прибрежных районах с довольно редкими деревьями, в то время как изумрудный манго редко встречается на побережье и предпочитает леса выше над уровнем моря.
Семейство колибри, включая и колибри-манго, включено в приложение CITES II конвенции о международной торговле видами дикой фауны и флоры, находящимися под угрозой исчезновения, то есть осуществляется контроль над их торговлей. Все представители рода относятся к видам, вызывающим наименьшие опасения.

## Систематика
Род Anthracothorax (от греч. anthrax — «уголь, чёрный» и греч. thorax — «грудь») был выделен в 1831 году немецким зоологом Фридрихом Бойе (1789—1870). Входит в состав обширного подсемейства типичных колибри (Trochilinae) и неофициального кластера «саблекрылы и манго» (англ. sabrewing-and-mango).
В традиционной классификации, поддерживаемой работами Родольфа Мейера де Шауэнси (1970), Чарлза Сибли и Бёрта Ливелла Монро (1990), Карла-Людвига Шухманна (Schuchmann K.-L.) (1999), Эдварда Клива Дикинсона (2003), данный род соседствует с родом колибри (Colibri). Исследования специалистов в лаборатории Джима Макгвайера (2014) показали тесную связь между родами колибри-манго и гранатовых колибри (Eulampis), в частности изумрудный манго и Eulampis holosericeus расположены ближе друг к другу, чем к остальным представителям обоих родов. Близость родов подтверждается фенотипической схожестью, а также биогеографией. Таким образом, Anthracothorax является парафилетической группой по отношению к Eulampis. Макгвайер выделил эти два рода в отдельную группу (Anthracothorax group), а в 2015 году Джеймс Ван Ремсен и другие предложили объединить их в один род, оставив основное название за Anthracothorax, так как оба рода описаны одним учёным, но первый на две страницы раньше. Шухманн в 1999 году предложил присоединить к колибри-манго единственного представителя рода саблеклювов (Avocettula) — огненногорлого саблеклюва (Avocettula recurvirostris), однако Макгвайер с коллегами в 2014 году показали, что для этого объединённый род должен включать также рубиновых колибри (Chrysolampis), наиболее близко расположенный к хохлатым колибри (Orthorhynchus).
Распределение манго внутри рода остаётся открытым вопросом. Широко распространённое мнение, что вид колибри-манго является сестринским по отношению к остальным представителям рода, означает, что все колибри-манго произошли с Антильских островов и расселились в Центральную и Южную Америку в результате миграции предка группы nigricollis. В 1978 году американский орнитолог Джеймс Бонд предположил, что доминиканский манго является родственным колибри Прево, находя такую связь необычной для сильно разделённых расстояниями таксонов. По предположению Ремсена и его коллег доминиканский манго является сестринским по отношению к кладе [Anthracothorax viridis + Eulampis], а колибри Прево отделился позднее. Таким образом, все они образуют монофилитическую группу. Также открытым остаётся вопрос о видовой принадлежности Anthracothorax nigricollis iridescens. Этот манго, обитающий на юго-западе Эквадора и северо-западе Перу, большинством учёных рассматривается как подвид черногорлого манго, однако некоторые исследователи полагают, что он является подвидом колибри Прево, или даже рассматривают его как отдельный вид. Учёным не удаётся получить экземпляры ДНК для анализа. Ангела Шмиц-Орнес (Angela Schmitz Ornés) и М. Хаас (Haase) в 2009 году на основе анализа цветового спектра оперения предложили филогенетическое дерево, радикально отличающееся от традиционного, но сильно противоречащее исследованиям последовательностей ДНК.
Классификация Международного союза орнитологов (IOC) (2021) включает 8 видов, справочник Handbook of the birds of the world (2018) — также 8 видов, Дикинсон и Ремсен (2013) — 9 видов (два доминиканских вида манго объединены в один, кроме того, дополнительно включены два вида гранатовых колибри: Eulampis holosericeus и Eulampis jugularis), в спике Американского орнитологического общества (1983) — 6 видов (верагуанский колибри описан как подвид колибри Прево), у Риджуэйя (1911) — 9 видов, однако описаны только 8.
| Виды (по данным IOC)                                  | Виды (по данным IOC) | Виды (по данным IOC) | Виды (по данным IOC)                                                            | Виды (по данным IOC)                                                   |
| Научное название                                      | Русское название     | Изображение          | Описание                                                                        | Распространение                                                        |
| ----------------------------------------------------- | -------------------- | -------------------- | ------------------------------------------------------------------------------- | ---------------------------------------------------------------------- |
| Anthracothorax aurulentus (Audebert & Vieillot, 1801) |                      |                      |                                                                                 |                                                                        |
| Anthracothorax dominicus (Linnaeus, 1766)             | Доминиканский манго  |                      | Общая длина — 11—12,5 см; масса самцов — 6—8,2 г, самок — 4—7 г.                | Острова Гаити и Пуэрто-Рико.                                           |
| Anthracothorax mango (Linnaeus, 1758)                 | Колибри-манго        |                      | Общая длина — 11—12 см; масса — 8,5—9,1 г.                                      | Эндемик Ямайки.                                                        |
| Anthracothorax nigricollis (Vieillot, 1817)           | Черногорлый манго    |                      | Общая длина — 11—12 см; масса самцов — 5,5—7,5 г, самок — 6—7,3 г; два подвида. | Почти повсеместно в северной и центральной части Южной Америки.        |
| Anthracothorax prevostii (Lesson, 1832)               | Колибри Прево        |                      | Общая длина — 11—12,5 см; масса самцов — 7,2 г, самок — 6,8 г; четыре подвида.  | Побережье Центральной Америки, самое северное побережье Южной Америки. |
| Anthracothorax veraguensis Reichenbach, 1855          | Верагуанский манго   |                      | Общая длина — 11—12 см; масса — 7 г.                                            | Южное побережье Панамы и Коста-Рики.                                   |
| Anthracothorax viridigula (Boddaert, 1783)            | Зеленогорлый манго   |                      | Общая длина — 10,5—12,5 см; масса самцов — 7,5—8,5 г, самок — 6 г.              | Северо-восточное побережье Южной Америки.                              |
| Anthracothorax viridis (Audebert & Vieillot, 1801)    | Изумрудный манго     |                      | Общая длина — 11—14 см; масса — 7 г.                                            | Эндемик Пуэрто-Рико.                                                   |